# In Wahrheit: Jagdfieber
Jagdfieber ist ein deutscher Kriminalfilm aus dem Jahr 2020 von Regisseur Thomas Roth, der auch mit am Drehbuch schrieb. Es handelt sich um die vierte Folge der ZDF-Filmreihe In Wahrheit mit Christina Hecke in der Rolle der Hauptermittlerin Judith Mohn.
Die Erstausstrahlung des Films im deutschen Fernsehen erfolgte am 24. April 2020 im Programm von arte, nachdem der Film im Internet bereits einen Tag eher abzurufen war. Die Ausstrahlung im Abendprogramm des ZDF erfolgte fünf Monate später am 12. September 2020.

## Handlung
Kriminalkommissarin Judith Mohn muss sich um einen drei Jahre zurückliegenden Fall kümmern, als Wolfgang Abeck einen Mann entführt, um damit die Aufklärung eines Verbrechens zu erzwingen. Abecks Tochter ist nach sexuellen Übergriffen von zwei Männern ins Koma gefallen und vor kurzem gestorben. Da er nun nichts mehr zu verlieren hat, setzt Abeck alles daran, die Schuldigen am Tod seiner Tochter zur Rechenschaft zu ziehen.

## Dreharbeiten
Die Dreharbeiten unter dem Arbeitstitel In Wahrheit - Ein kleines Stück vom Glück (aka In Wahrheit - Waldfrieden) erfolgten vom 19. Juni bis zum 17. Juli 2019 in Hamburg und Umgebung.

## Rezeption

### Einschaltquote
Die Erstausstrahlung im ZDF von Jagdfieber am 24. April 2020 wurde in Deutschland von 5,31 Millionen Zuschauern gesehen und erreichte einen überdurchschnittlichen Marktanteil von 20,8 Prozent.

### Kritik
Tilmann P. Gangloff beurteilte diese Episode bei tittelbach.tv positiv und meinte: „Die Handlung hätte sich auch als Thriller umsetzen lassen, aber Thomas Roth hat trotz vereinzelter spannender Szenen einen vergleichsweise gelassenen Ansatz gewählt, was auch dem Duktus der bisherigen Episoden entspricht. Sehenswert ist das Ganze schon allein wegen Joachim Król als Vater, der nichts mehr zu verlieren hat.“
Bei Quotenmeter.de stellte Julian Miller fest: „Das erzählerische Kernelement des Western-Genres“, wie der Kritiker diesen Krimi einordnet, „ist der Mann, der die Welt nicht mehr versteht – eine inhaltliche Überschneidung mit der öffentlich-rechtlichen Art, Fernsehen zu machen, die ihrer Zuschauerschaft jede nicht bereits in den siebziger Jahren wohletablierte Lebensweise als irgendwie suspekt vorstellt.“
Die Redaktion von TV Spielfilm beurteilte den Krimi mittelmäßig („Daumen gerade“) und meinte: „Spannung mit einem guten Schuss Tragik.“